# Östansjö (Hallsberg)
Östansjö is een plaats in de gemeente Hallsberg in het landschap Närke en de provincie Örebro län in Zweden. De plaats heeft 862 inwoners (2005) en een oppervlakte van 140 hectare.